# R. A. Salvatore
Robert Anthony Salvatore (Leominster, Massachusetts, 1959. január 20. –) amerikai író.
R. A. Salvatore néven vált ismertté. Főiskolai évei alatt találkozott J. R. R. Tolkien A Gyűrűk Ura című művével, mely nagy hatással volt rá. A számítástechnika szakot újságírásra cserélte, majd 1981-ben végzett kommunikáció szakon.

## Munkái
1982-ben kezdett írással foglalkozni, ekkor született meg a A negyedik mágia visszhangja című regény kézirata. A széles körű ismeretség 1988-ig váratott magára. A TSR kiadó akkoriban keresett valakit a Forgotten Realms világában játszódó második regényének megírásához, amelyre végül Salvatorét kérték, miután több kéziratát is eljuttatta nekik és egy szerkesztő felfigyelt rá. Novelláját, a The Crystal Shard-ot 1988-ban adták ki. Utána több könyvet is írt a Forgotten Realms világában, és más világokban, a Magyarországon is nagy sikert arató Démon sorozat szintén egy hasonló fantasy-világban játszódik. Írt két regényt a Star Wars univerzumában is, az egyik a filmsorozat második részének, A klónok támadása regényváltozata, a második pedig Az Új Jedirend korában játszódó Vector Prime.

### Drizzt Do'Urden
Drizzt Do'Urden a Mélysötéti sötételfek között született Menzoberranzan ördögien gonosz városában. A Daermon Na'Shezbaeron, más néven Do'Urden ház harmadik fiaként, mely ház a 10. helyét tölti be Menzoberranzan házai között. A Menzoberranzani törvények értelmében egy háznak minden harmadik élő fiúgyermekét fel kell áldoznia Lolth-nak, a Pókistennőnek. Drizztet csupán az mentette meg a biztos haláltól, hogy születése közben győzték le a Do'Urdenek a kilencedik házat. A csatában Drizzt legidősebb bátyját a középső testvér Dinin ölte meg, így Drizzt vette át a 2. megüresedett helyét.
Már gyermekkorában is kitűnt a viselkedésével a többi elnyomott, szolgaként élő drow fiú közül, és nem azért, mert ő nem lett volna elnyomva, hanem kézügyessége és különös bizalma és tisztessége miatt, amelyek semelyik más drowban nem voltak megtalálhatóak.
Mire Drizzt felnőtt, Menzoberranzan legjobb kardforgatója lett. Tehetségét félve tisztelték. Ám egy nap Drizzt Do' Urden megelégelte fajtájának gonoszságát és szörnyű kegyetlen tetteit így szembe fordul saját kegyetlen fajával, és a felszínre menekült.

### Videojátékok
Közreműködött még a Forgotten Realms által ihletett videojátékok történeteinek megírásában, de sok más játék történetének, és karaktereinek kialakításában szerepet vállalt.

## Művei

### Forgotten Realms
A felsorolás a művek magyar (illetve eredeti címét és kiadásának dátumát), valamint a cselekmény idejét mutatja a Forgotten Realms világában.

#### A sötételfDrizzt Do’Urdentörténete

##### Sötételf trilógia(The Dark Elf Trilogy)
- Otthon (Homeland, 1990) 1297 – 1328 között
- Száműzött (Exile, 1990) 1338 – 1340 között
- Menedék (Sojourn, 1991) 1340 – 1347 között

##### Jeges szelek völgye trilógia(The Icewind Dale Trilogy)
- Kristályszilánk (The Crystal Shard, 1988) 1351 – 1356 között
- Ezüst erek (Streams of Silver, 1989) 1356.
- A félszerzet ékköve (The Halfling's Gem, 1990) 1356 – 1357 között

#### Pap ciklus, azaz Cadderly története (The Cleric Quintet)
- Kantáta (Canticle, 1991) 1361.
- Shilmista árnyai (In Sylvan Shadows, 1992) 1361.
- Éjmaszkok (Night Masks, 1992) 1361.
- Az elesett erőd (The Fallen Fortress, 1993) 1361 – 1362 között
- A káosz átka (The Chaos Curse, 1994) 1362.

##### A drow örökségesorozat (The Legacy of the Drow)
- Örökség (The Legacy, 1992) 1357.
- Csillagtalan éj (Starless Night, 1992) 1357.
- A sötétség ostroma (Siege of Darkness, 1994) 1358.
- A hajnal ösvénye (Passage to Dawn, 1996) 1364.

##### A sötétség útjasorozat (Paths of Darkness)
- A csend pengéi (The Silent Blade, 1998) 1364.
- A világ háta (The Spine of the World, 1999) 1365 – 1369 között
- Kardok tengere (Sea of Swords, 2000) 1369 – 1370 között

Ebben az időszakban játszódik még A szilánk szolgája című regény, de valójában nem része a sorozatnak, a cselekmény inkább párhuzamosat fut. Az újabb besorolás szerint a Zsoldosok trilógia kezdő részeként tartják számon.

##### Zsoldosoksorozat (The Sellswords)
- A szilánk szolgája (Servant of the Shard, 2000) 1366.
- A boszorkánykirály ígérete (The Promise of the Witch King, 2005) 1370.
- A vérkőföldek királya (Road of the Patriarch, 2006) 1370 – 1371 között

##### Vadászpengék trilógia(The Hunter's Blades Trilogy)
- Ezer ork (The Thousand Orcs, 2002) 1370.
- A magányos drow (The Lone Drow, 2003) 1370.
- Két kard (Two Swords, 2004) 1370 – 1371 között

##### A pókkirálynő háborújasorozat (War of the Spider Queen)
Mindegyik könyvnek más a szerzője, de Salvatore felügyelte a projektet.
- Richard Lee Byers: Hanyatlás (Dissolution, 2002)) 1372.
- Thomas M. Reid: Lázadás (Insurrection, 2002) 1372.
- Richard Baker: Elkárhozás (Condemnation, 2003) 1372.
- Lisa Smedman: Pusztulás (Extinction, 2004) 1372 – 1373 között
- Philip Athans: Megsemmisülés (Annihilation, 2004) 1373.
- Paul S. Kemp: Feltámadás (Resurrection, 2005) 1373.

##### Átmeneteksorozat (Transitions)
- Az orkkirály (The Orc King, 2007) (1371 és 1471 – prológus és epilógus)
- A kalózkirály (The Pirate King) (2008) (1376-1377)
- A szellemkirály (The Ghost King) (2009) (1385)

##### Tymora Köve sorozat
Geno Salvatore a társszerző
- A potyautas (The Stowaway, 2008) 1350 – 1362 között
- Az árnyékmaszk (The Shadowmask, 2009) 1356 – 1362 között
- Az Őrzők (The Sentinels, 2010) 1357 – 1362 között

##### Neverwintersorozat
- Gauntlgrym (2011) 1409 – 1462 között
- Neverwinter (2012) 1462 – 1463 között
- Kharón Karma (2012) 1463.
- Az utolsó lépés (2013) 1463 – 1484 között

##### The Sundering
- A Vándorok (2013) (1462 és 1484 között)
- Az isteni gyermek (2013) (1450 és 1484 között)
- Az ellenfél (2013) (1478 és 1486 között)
- A fosztogató (2014) (1486)

##### Vándorok könyve sorozat
- A vadász éjszakája (2014) (1484)
- A király felemelkedése (2014) (1484)
- A Vastörpe bosszúja (2014) (1484 és 1485 között)

##### Hazatérés sorozat
- Ősmágus (2015) (1485 és 1486 között)
- Maestro (2016) (1487)
- Hős (2016) (1487)

##### Generációk sorozat
- Időtlen (2018)
- Végtelen (2019)
- Örök (2020)[2]

##### The Way of the Drow
- Starlight Enclave (2021) – nincs magyar fordítás jelenleg

### Egyéb regényei

#### Démon sorozat(The DemonWars Saga)
- A démon ébredése (The Demon Awakens, 1997)
- A sötét sereg (The Demon Awakens, 1997)
- Démonlélek (The Demon Spirit, 1998)
- A démon visszatér (The Demon Spirit, 1997)
- A démon öröksége (The Demon Apostle, 1999)
- Démonapostol (The Demon Apostle, 1999)

Az eredeti trilógia minden egyes kötete két könyvre lett bontva a magyar változatban (Ellenőrizve mind az eredeti és magyar változatban is).  

#### Az első király mondája sorozat(Saga of the first king)
- Az Útonálló (The Highwayman, 2003)
- Az ősatya (The Ancient 2008)
- Az úrnő (The Dame 2009)
- A Medve (The Bear 2010)

#### Egyéb regényei
- A Mágia visszhangjai (Echoes of the Fourth Magic, 1998)
- A Negyedik Mágia visszhangjai (Echoes of the Fourth Magic–,1998)

## Magyarul megjelent művei
- Otthon. A Sötét elf-trilógia első kötete; ford. Hoppán Eszter; Valhalla Páholy, Budapest, 1994
- Száműzött. A Sötét elf-trilógia második kötete; ford. Hoppán Eszter; Valhalla Páholy–Hibiszkusz, Budapest, 1994
- Menedék. A Sötét elf-trilógia befejező kötete; ford. Hoppán Eszter; Valhalla Páholy–Hibiszkusz, Budapest, 1994
- A kristályszilánk. A Sötét elf-trilógia folytatódik; ford. Hoppán Eszter; Valhalla Páholy, Budapest, 1994
- Ezüst erek. A Kristályszilánk második kötete; ford. Hoppán Eszter; Valhalla Páholy, Budapest, 1995
- A félszerzet ékköve. A Kristályszilánk harmadik kötete; ford. Hoppán Eszter; Valhalla Páholy, Budapest, 1995
  - (A kristályszilánk trilógia Jeges szelek völgye trilógia címen is)
- Örökség; ford. Hoppán Eszter; Neotek, Budapest, 1995
  - (A drow öröksége 1. könyv címen is)
- Csillagtalan éj. A legújabb Sötét elf regény; ford. Zollner András; Szukits, Szeged, 1997
  - (A drow öröksége II. kötet címen is)
- A sötétség ostroma; ford. Zollner András; Szukits, Szeged, 1997 
  - (A Drow öröksége III. könyv címen is)
- A hajnal ösvénye; ford. Zollner András; Szukits, Szeged, 1998
  - (A Drow öröksége IV. kötet címen is)
- A sötét sereg; ford. Zollner András; Szukits, Szeged, 1998
- A démon ébredése; ford. Zollner András; Szukits, Szeged, 1998
- A negyedik mágia visszhangjai; ford. Simon Nóra; Beneficium, Budapest, 1999
- A mágia visszhangjai; ford. Szántai Zsolt; Beneficium, Budapest, 1999
- A csend pengéi; ford. Zollner András; Szukits, Szeged, 1999
- Démonlélek; ford. Hoppán Eszter; Szukits, Szeged, 1999
- A pap ciklus, 1-5. (Forgotten realms); Delta Vision, Budapest, 2000–2002
  - 1. Kantáta; ford. Hoppán Eszter; 2000
  - 2. Shilmista árnyai; ford. Sziklai Péter; 2000
  - 3. Éjmaszkok; ford. Sziklai Péter; 2001
  - 4. Az elesett erőd; ford. Vitális Szabolcs; 2001
  - 5. A káosz átka; ford. Vitális Szabolcs; 2002
- A démon öröksége; ford. Hoppán Eszter; Szukits, Szeged, 2000
- A démon visszatér; ford. Hoppán Eszter; Szukits, Szeged, 2000
- A szilánk szolgája; ford. Sziklai István; Delta Vision, Budapest, 2001
- A kristályszilánk szolgája; ford. Hoppán Eszter; Szukits, Szeged, 2001
- Bedwyr kardja; ford. Békési József; Szukits, Szeged, 2001
- Démonapostol; ford. Hoppán Eszter; Szukits, Szeged, 2001
- A világ háta; ford. Hoppán Eszter; Szukits, Szeged, 2001
  - (A sötétség útja 2. könyv címen is)
- Star wars II. rész. A klónok támadása; történet George Lucas, forgatókönyv George Lucas, Jonathan Hales alapján, ford. Nemes István; Aquila, Debrecen, 2002
- Kardok tengere; ford. Sziklai István; Delta Vision, Budapest, 2002
  - (A sötétség útja 3. kötet címen is)
- Vadászpengék trilógia; Delta Vision, Budapest, 2003–2005
  - 1. Ezer ork; ford. Sziklai István; 2003
  - 2. A magányos drow; 2004
  - 3. Két kard; 2005
- Csillagtalan éj; ford. Hoppán Eszter; Delta Vision, Budapest, 2004
- A hajnal ösvénye; ford. Hoppán Eszter; Delta Vision, Budapest, 2004
- A Boszorkánykirály ígérete; ford. Sziklai István; Delta Vision, Budapest, 2006
- Jeges szelek völgye, 1-3. (Forgotten realms); ford. Hoppán Eszter; Delta Vision, Budapest, 2006
  - Kristályszilánk
  - Ezüst erek
  - A félszerzet ékköve
  - (Jeges szelek völgye trilógia A kristályszilánk trilógia címen is)
- A Vérkőföldek királya; ford. Seemann Gábor ; Delta Vision, Budapest, 2007
- Az orkkirály. Átmenetek 1. kötet; ford. Antoni Rita; Delta Vision, Budapest, 2009
- A kalózkirály. Átmenetek II. kötet; Delta Vision, Budapest, 2009
- A csend pengéi. A sötétség útja 1. könyv; ford. Hoppán Eszter; Delta Vision, Budapest, 2009
- Az útonálló. Az első király legendája I. kötet; ford. Héjj Katalin; Delta Vision, Budapest, 2010
- A szellemkirály. Átmenetek III. kötet; ford. Antoni Rita; Delta Vision, Budapest, 2010
- A szilánk szolgája; ford. Sziklai István; 2. jav. kiad.; Delta Vision, Budapest, 2011
- Az ősatya. Az első király legendája II. kötet; ford. Héjj Katalin; Delta Vision, Budapest, 2011
- Gauntlgrym. Neverwinter I.; ford. Antoni Rita; Delta Vision, Budapest, 2011
- Neverwinter. Neverwinter II.; ford. Antoni Rita; Delta Vision, Budapest, 2012
- Kharón karma. Neverwinter III.; ford. Vitális Szabolcs; Delta Vision, Budapest, 2012
- A medve. Az első király legendája IV. kötet; ford. Héjj Katalin; Delta Vision, Budapest, 2012
- Az úrnő. Az első király legendája III. kötet; ford. Héjj Katalin; Delta Vision, Budapest, 2012
- A vándorok. The sundering I. könyv; ford. Vitális Szabolcs; Delta Vision, Budapest, 2013
- Az utolsó lépés. Neverwinter IV.; Delta Vision, Budapest, 2013
- Geno Salvatore–R. A. Salvatore: A potyautas. Tymora köve első kötet; ford. Vitális Szabolcs; Delta Vision, Budapest, 2015
- Ősmágus. Hazatérés I. könyv; ford. Vitális Szabolcs; Delta Vision, Budapest, 2017
- Maestro. Hazatérés II. könyv; ford. Vitális Szabolcs; Delta Vision, Budapest, 2017
- Hős. Hazatérés III. könyv; ford. Vitális Szabolcs; Delta Vision, Budapest, 2017
- A vastörpe bosszúja. Vándorok könyve III.; ford. Szántai Zsolt; Delta Vision, Budapest, 2017
- R. A. Salvatore–Andrew Dabb: Drizzt legendája. Otthon; ill. Tim Seeley, ford. Oszlánszky Zsolt; Szukits, Szeged, 2019
- Időtlen. Generációk I. könyv; ford. Vitális Szabolcs; Delta Vision, Budapest, 2020
- Végtelen. Generációk II. könyv; ford. Vitális Szabolcs; Delta Vision, Budapest, 2021
- Egy őrült isten gyermeke. Rege a Boszorkánykörről 1.; ford. Vitális Szabolcs; Delta Vision, Budapest, 2021
- Egy letűnt isten eljövetele. Rege a Boszorkánykörről II.; ford. Vitális Szabolcs; Delta Vision, Budapest, 2022
- Örök. Generációk III. könyv; ford. Vitális Szabolcs; Delta Vision, Budapest, 2023
- A tündöklő isten éneke. Rege a Boszorkánykörről 3.; ford. Vitális Szabolcs; Delta Vision, Budapest, 2024